# ستانلي جي. لوف
ستانلي جي. لوف (بالإنجليزية: Stanley G. Love)‏ (و. 1965  م) هو رائد فضاء أمريكي، ولد في سان دييغو.

## التعليم
تعلم في جامعة واشنطن، وكلية هارفي مود.

## ريادة الفضاء
شارك في المهمات الفضائية:
- STS-122.